# Petero Daunisaka
Petero Daunisaka (Ba, 6 oktober 1982) is een voormalige Fijisch voetballer die bij voorkeur als middenvelder speelt.   
Op 14 september 2005 in de thuiswedstrijd tegen India maakte Daunisaka zijn debuut voor Fiji voetbalelftal. Hij begon in de basis en hij speelde hele wedstrijd mee. De wedstrijd ging gewonnen met 2-1.  Hij heeft 2 wedstrijden gespeeld voor zijn nationale ploeg.
Daunisaka beëindigde zijn voetbalcarrière in 2012.